# Penthouse (telenovela)
Penthouse é uma telenovela mexicana, produzida pela Televisa e exibida em 1973 pelo El Canal de las Estrellas.

## Elenco
- Fanny Cano
- Raúl Ramírez
- Gregorio Casal